# Nemes András
Nemes András (?, 1760 körül – Kecskemét, 1844. március 13.) ügyvéd, úttörő színész, drámaíró.

## Pályája
Kecskeméti származású; Debrecenben végezte a jogot. 1790-ben csatlakozott Kelemen László színész-társulatához. Botsárd szolgát alakította az első hivatásos magyar nyelvű előadáson Simai Kristóf Igazházi c. magyarított darabjában, 1790. október 25-én és 27-én. Nem szerződött a társasághoz, de 1794–95-ben is vállalt alkalmi fellépéseket. Négy epizódszerepe ismert. Később mint ügyvéd dolgozott Kecskeméten. Az 1810-es évek közepén vizsgálatot rendeltek el ellene, mivel összeesküvést gyanítottak az asztaltársasága mögött, ám a vádat ejtették „komolytalan” előéletére, színészmúltjára hivatkozva.
Munkája: Az igaz magyar nemes. Néző játék 3 felv. Pest. 1829. (Hornyik neki tulajdonítja ezen névtelenül megjelent színművet).